# Say Lou Lou
Say Lou Lou（1991年6月7日 - ）は、双子の姉妹ミランダ・キルビーとエレクトラで構成されるスウェーデン/オーストラリア出身のドリームポップデュオ。

## 経歴
父親はオーストラリアのロックバンドであるチャーチのフロントマンスティーヴ・キルビー、母親はスウェーデンのパンクバンドPink ChampagneおよびオーストラリアのオルタナティヴバンドCurious (Yellow)で活動したスウェーデン人のシンガーソングライターであるカリン・ヤンソン。双子の姉妹エレクトラとミランダはオーストラリアとスウェーデンで育った。2012年に結成、はじめはSaint Lou Louという名だったが2013年1月に変更する。2012年8月にストックホルムで開催されたポパガンダ・フェスティバルでパフォーマンスを披露する。同月28日にフランスのレコードレーベルであるキツネよりデビューシングル「Maybe You」をリリースした。翌月に雑誌『ヴォーグ』の「Artist of the Week」に登場する。翌年から自所有であるレコードレーベルà Deuxから楽曲を発売した。2013年11月にá DeuxからデビューEPである『Better in the Dark』をリリース、ビデオクリップも発表した。同年12月に有望新人を選ぶ英国BBCの「Sound of 2014」にノミネートされた。2015年にá Deuxからデビューアルバム『Lucid Dreaming』がリリースされる。

## ディスコグラフィ

### アルバム
- Lucid Dreaming（2015）

### シングル
- Maybe You（2012）
- Julian（2013）
- Better in the Dark（2013）
- Everything We Touch（2014）
- Games for Girls（2014）